# Scenopinus femoratus
Scenopinus femoratus är en tvåvingeart som beskrevs av Macquart 1835. Scenopinus femoratus ingår i släktet Scenopinus och familjen fönsterflugor. Inga underarter finns listade i Catalogue of Life.